# Licuala ferruginea
Espèce
Licuala ferruginea est une espèce de plantes à fleurs de la famille des Arecaceae (les palmiers) et du genre Licuala . On le trouve principalement  en Malaisie péninsulaire ,,, .

## Description
C'est un petit palmier à tige courte, il produit des feuilles palmées circulaires profondément divisées avec 3 à 7 segments larges, il a entre 10 et 13 folioles. La foliole centrale est la plus longue et peut atteindre jusqu'à un mètre de long. Les fleurs ont des ovaires poilus, il a une petite inflorescence qui est curieusement couverte de poils couleur rouille. Les fruits sont roses lorsqu'ils sont jeunes et noirs à maturité .
Son origine en zone USDA  10b (+1°C mini) ne permet pas sa culture en extérieur en métropole.

## Taxonomie
Cette espèce a été décrite scientifiquement pour la première fois par Odoardo Beccari en 1892, dans  J.D.Hooker, Fl. Brit. India 6: 432 .
Etymologie
Licuala: Nom générique qui procède de la latinisation du nom vernaculaire, leko wala, soi-disant utilisé pour Licuala spinosa en Makassar, Sulawesi. (J. Dransfield, N. Uhl, C. Asmussen, W.J. Baker, M. Harley and C. Lewis. 2008)
 ferruginea: Épithète Latin qui signifie " couleur rouille, la couleur du fer rouillé " en référence aux poils de couleur rouille sur les inflorescences.

### Galerie

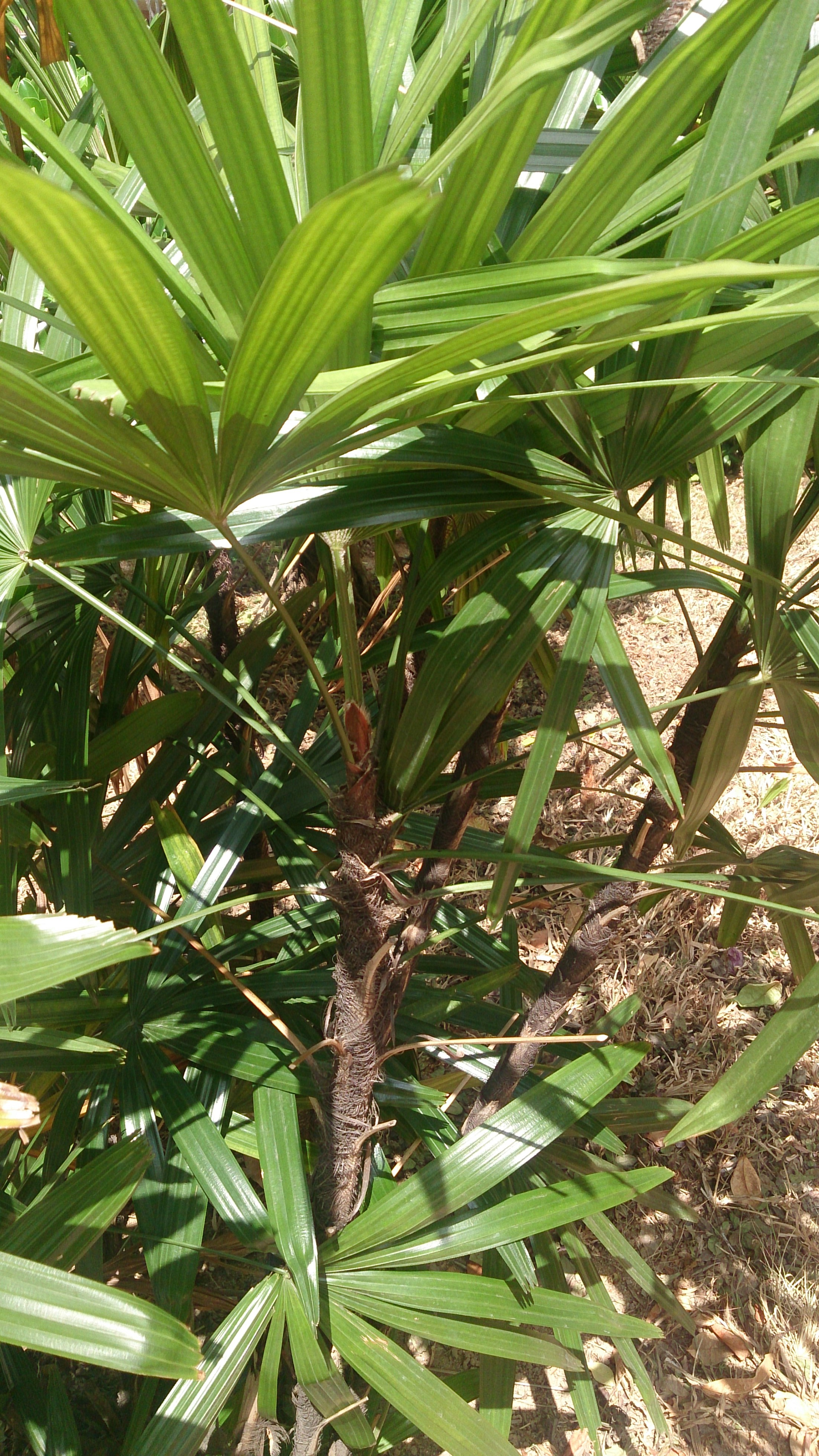
?
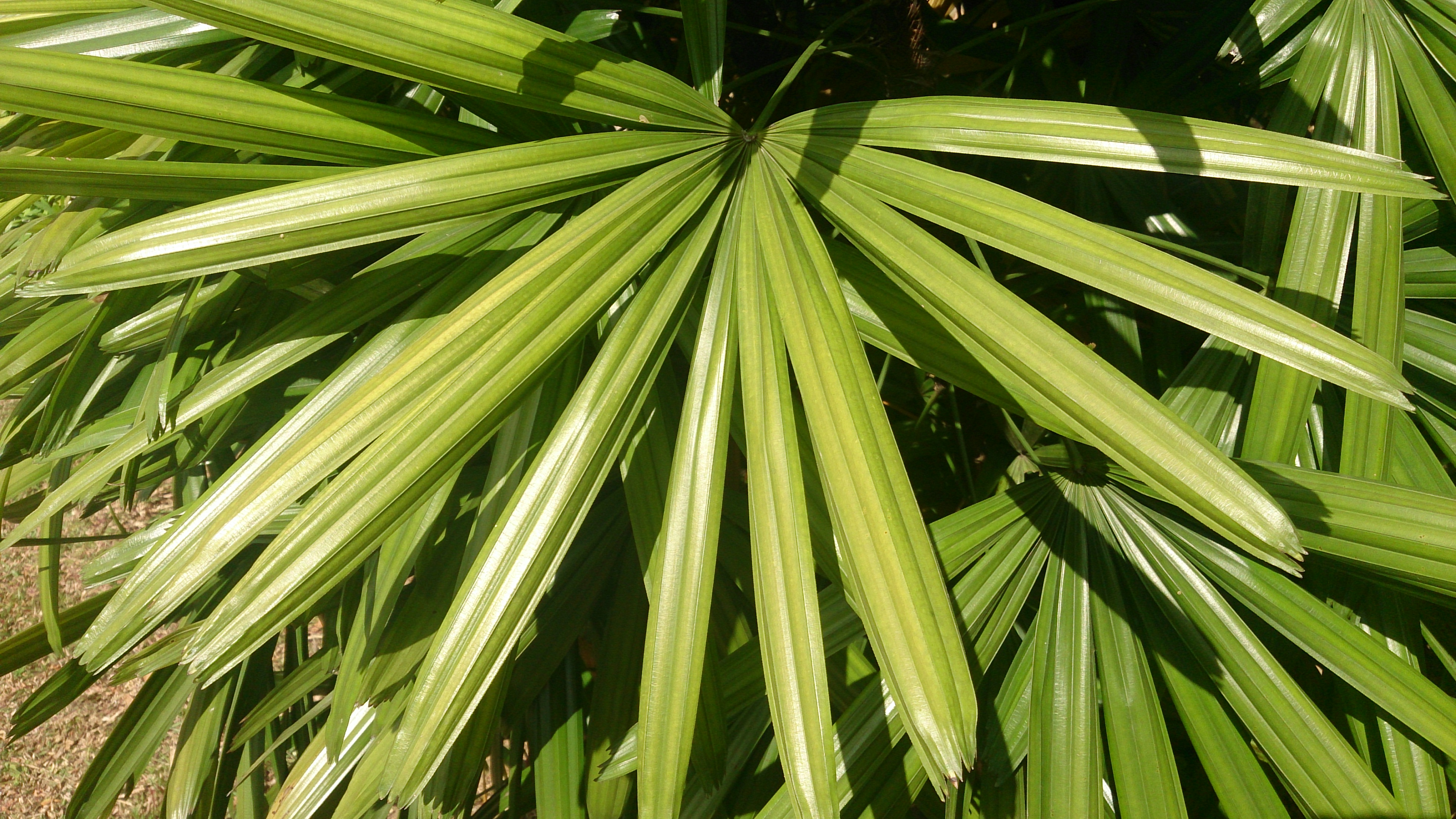
?
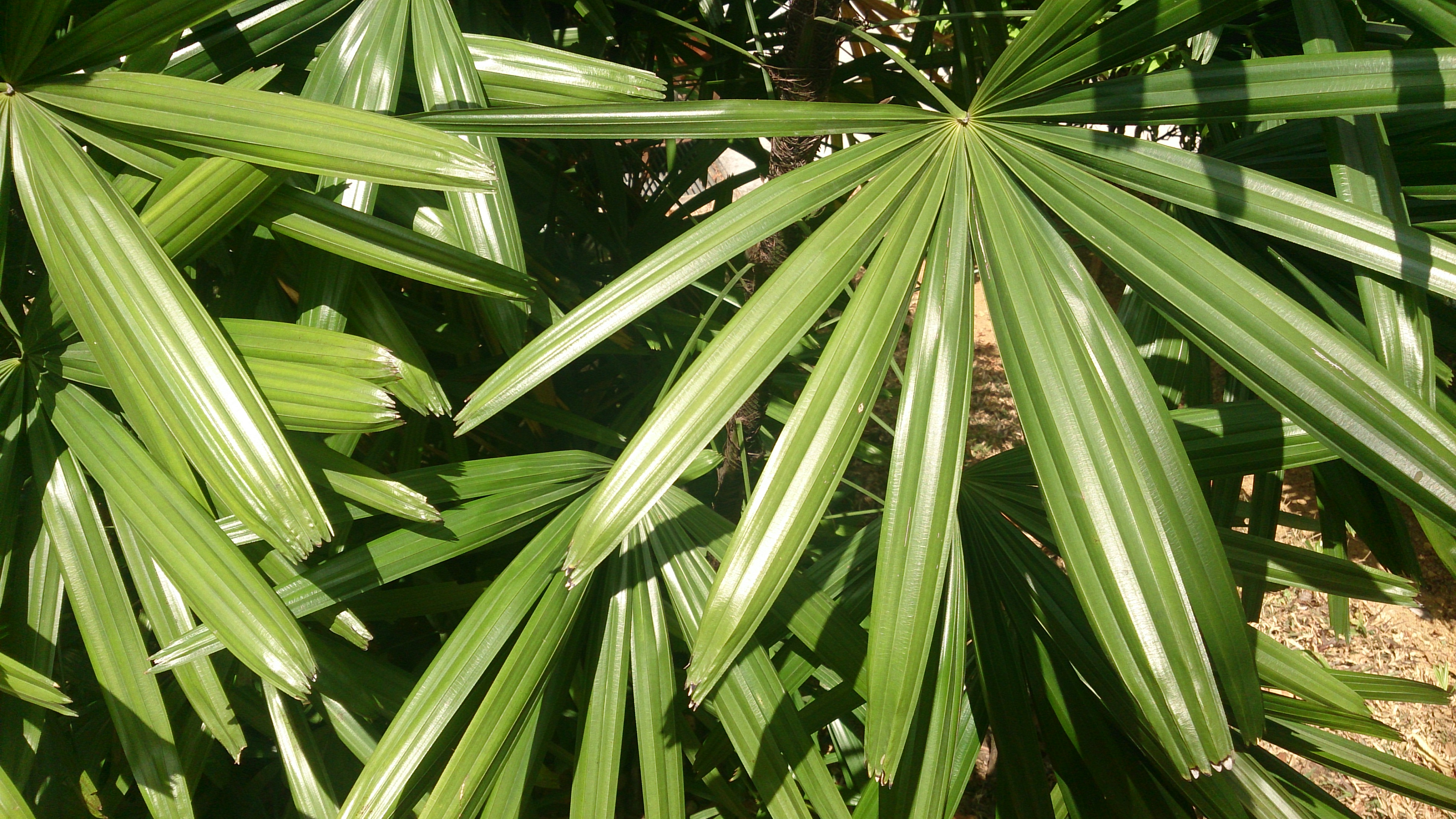
?